# Médium (haut-parleur)
Pour les articles homonymes, voir Médium.

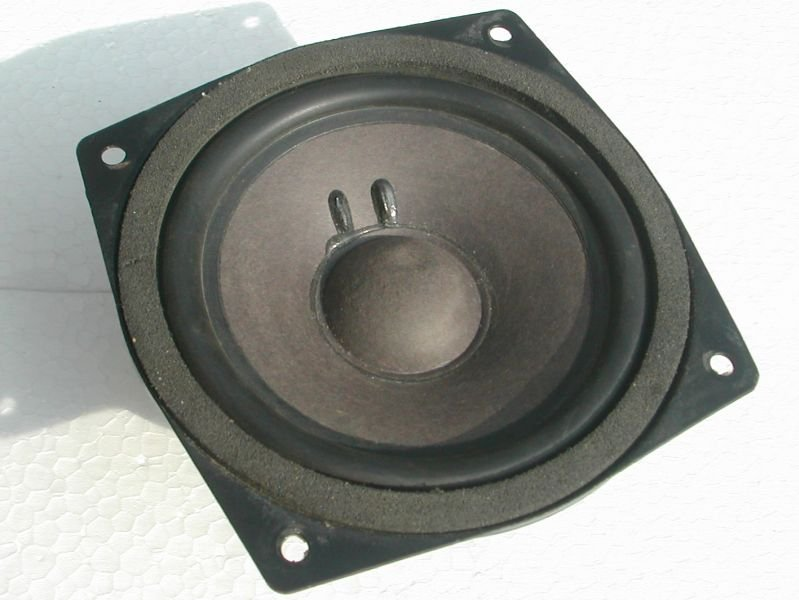
Un haut-parleur de médium.

Un médium est un haut-parleur avec une membrane de taille moyenne particulièrement adapté à la restitution des sons situés dans la zone moyenne des fréquences audibles, c’est-à-dire entre les graves et les aigus.
Suivant sa conception et l'utilisation prévue, un haut-parleur médium fonctionne dans une plage de fréquences comprise entre 150 Hz et 10 kHz, souvent entre 500 Hz et 5 kHz. Le choix dépend de la conception de l'enceinte acoustique dans laquelle il va s'intégrer.
Dans la construction d'une enceinte haute-fidélité, la qualité du haut-parleur médium est primordiale car les sons qu'il est censé reproduire se trouvent dans la plage des fréquences auxquelles l'oreille humaine est la plus sensible. La voix humaine ainsi que la plupart des instruments de musique (à part quelques exceptions comme le piano, l'orgue ou le piccolo) produisent habituellement des fréquences comprises entre 100 Hz et 4000 Hz.
De très nombreuses enceintes acoustiques n'utilisent que deux voies, on parle alors de boomer/médium, le haut-parleur principal se chargeant de la reproduction du grave et du médium. Ce type d'enceinte peut ou non être complété par un caisson de grave.
Dans le domaine de la sonorisation, le haut-parleur médium peut-être un modèle à compression (moteur et pavillon) mais aussi un haut-parleur classique associé ou non à un guide d'ondes.